# والاس فيسيندن
والاس فيسيندن (بالإنجليزية: Wallace Fessenden)‏ هو لاعب كرة قاعدة أمريكي، ولد في 5 أكتوبر 1860 في ويندهام (نيو هامبشير) في الولايات المتحدة، وتوفي في 16 مايو 1935 في بروكلين في الولايات المتحدة.